# Max Whitlock
Max Antony Whitlock (Hemel Hempstead, 13 januari 1993) is een Brits turner. 
Whitlock won tijdens de spelen van 2012 in eigen land de bronzen medaille in de landenwedstrijd en op het paard voltige.
In 2015 en 2017 werd Whitlock wereldkampioen op het paard voltige.
Tijdens de Olympische Zomerspelen 2016 in het Braziliaanse Rio de Janeiro won Whitlock de gouden medaille op het paard voltige en vloer en de bronzen medaille in de meerkamp. Whitlock was de eerste Brit die een olympische gouden medaille won bij het turnen.
In Tokio prolongeerde Whitlock zijn olympische titel op het paard voltige
Whitlock werd in 2017 benoemd tot lid in de Orde van het Britse Rijk. In 2022 werd hij gepromoveerd tot officier in de Orde van het Britse Rijk.

## Resultaten

### Olympische Zomerspelen
| Jaar | Plaats         | Resultaten                                                            |
| ---- | -------------- | --------------------------------------------------------------------- |
| 2012 | Londen         | op het paard voltige in de landenwedstrijd                            |
| 2016 | Rio de Janeiro | op het paard voltige op vloer in de meerkamp 4e in de landenwedstrijd |
| 2021 | Tokio          | op het paard voltige 4e in de landenwedstrijd                         |

### Wereldkampioenschappen turnen
| Jaar | Plaats    | Resultaten                                              |
| ---- | --------- | ------------------------------------------------------- |
| 2013 | Antwerpen | op het paard voltige                                    |
| 2014 | Nanning   | in de meerkamp                                          |
| 2015 | Glasgow   | op het paard voltige · op vloer · in de landenwedstrijd |
| 2017 | Montreal  | op het paard voltige                                    |
| 2018 | Doha      | op het paard voltige                                    |
| 2019 | Stuttgart | op het paard voltige                                    |

1896: Louis Zutter ·
1904: Anton Heida ·
1924: Josef Wilhelm ·
1928: Hermann Hänggi ·
1932: István Pelle ·
1936: Konrad Frey ·
1948: Paavo Aaltonen, Veikko Huhtanen, Heikki Savolainen ·
1952: Viktor Tsjoekarin ·
1956: Boris Sjachlin ·
1960: Eugen Ekman, Boris Sjachlin ·
1964: Miroslav Cerar ·
1968: Miroslav Cerar ·
1972: Viktor Klimenko ·
1976: Zoltán Magyar ·
1980: Zoltán Magyar ·
1984: Li Ning, Peter Vidmar ·
1988: Dmitri Bilozertsjev, Zsolt Borkai, Ljoebomir Geraskov ·
1992: Pae Gil-su, Vitali Tsjerbo ·
1996: Donghua Li ·
2000: Marius Urzică ·
2004: Teng Haibin ·
2008: Xiao Qin · 
2012: Krisztián Berki · 
2016: Max Whitlock · 
2020: Max Whitlock · 
2024: Rhys McClenaghan
1932: István Pelle ·
1936: Georges Miez ·
1948: Ferenc Pataki ·
1952: William Thoresson ·
1956: Valentin Moeratov ·
1960: Nobuyuki Aihara ·
1964: Franco Menichelli ·
1968: Sawao Kato ·
1972: Nikolaj Andrianov ·
1976: Nikolaj Andrianov ·
1980: Roland Brückner ·
1984: Li Ning ·
1988: Sergei Charkow ·
1992: Li Xiaoshuang ·
1996: Ioannis Melissanidis ·
2000: Igors Vihrovs ·
2004: Kyle Shewfelt ·
2008: Zou Kai · 
2012: Zou Kai · 
2016: Max Whitlock · 
2020: Artem Dolgopyat · 
2024: Carlos Yulo